# 以諾遊蹤
《以諾遊蹤》是一個香港製作的宗教旅遊節目，由飛躍網絡國際製作，電視廣播有限公司購入版權並先後於旗下的J2、高清翡翠台及翡翠台播映。節目以基督教聖經的歷史背景作主題，每輯節目均由林以諾牧師主持，並帶同多位藝人參與行程。節目播放完畢後由飛躍網絡國際推出DVD銷售。

## 節目簡介
- 第一輯節目名為《土耳其七教會之旅》，於土耳其拍攝，拍攝期10天，[1]於2009年12月20日至2010年1月24日逢星期日早上9:30-10:00，及晚上8:00-8:30於J2台播放。[2]其後曾於高清翡翠台重播。

- 第二輯節目《希臘保羅疾風之旅》，林以諾牧師到希臘重踏使徒保羅宣教足跡，於2010年4月17日起逢星期六下午3:00於高清翡翠台首播，及於myTV提供節目重溫。

- 第三輯節目《保羅勇闖高峰之旅》，到訪多個使徒保羅曾前往傳道的歐洲城市，[3]於2010年12月11日起逢星期六下午3:00於高清翡翠台首播，及於myTV提供節目重溫。2月14日至3月21日凌晨於無綫翡翠台重播。[4]

- 第四輯節目《以色列 穌哥行傳》以耶穌的事蹟為主題，於2011年1月18日至30日前往以色列拍攝，參與藝人包括關心妍、黃智賢及裕美，行程由新幹線旅遊贊助；[5]於2011年4月9日起，逢星期六下午3:30在高清翡翠台播放。[6]

- 第五輯節目《德國‧改革與轉化之旅》，於2011年7月11日至22日前往德國拍攝，參與藝人包括李詩韻、何基佑及苟芸慧，於2011年12月3日起逢星期六下午6:00於高清翡翠台首播，及於myTV提供節目重溫。[7]

- 第六輯節目《南洋‧赤道朝陽》，林以諾牧師與藝人何基佑、何傲兒及裕美到馬來西亞及新加坡拍攝，於2012年4月7日起逢星期六下午6:00於高清翡翠台首播，及於myTV提供節目重溫。[8]

- 第七輯節目《日本‧沃土再生》，林以諾牧師與藝人黃智賢、李璧琦及何傲兒到日本拍攝，於2012年12月16日起逢星期日下午5:30於高清翡翠台首播，及於myTV提供節目重溫。[9]

- 第八輯節目《關西·歲月的洗禮》，林以諾牧師與藝人利嘉兒及裕美等到日本關西拍攝，於2013年11月10日起逢星期日下午5:30於高清翡翠台首播，及於myTV提供節目重溫。

## 每集内容

### 第一輯
主持：林以諾、高皓正、侯嘉明
| 集數 | 播映日期 | 介紹地點                                                                                      |
| 01   | 12月20日 | 以弗所、藍色清真寺                                                                            |
| 02   | 12月27日 | 聖蘇菲亞大教堂、士每拿、聖坡旅甲教堂 (St. Polycarp Church)、卡廸菲卡雷堡 (Kadifekale)、別迦摩 |
| 03   | 1月3日   | 伊斯坦堡、別迦摩、伊斯坦堡室內大市集、推雅推喇                                                |
| 04   | 1月10日  | 撒狄、瑪利亞之屋 (House of Virgin Mary)、聖約翰大教堂、棉花堡、埃及香料市集                   |
| 05   | 1月17日  | 希拉波里斯、亡者之城、非拉鐵非、杜普卡柏皇宮、愛琴海                                          |
| 06   | 1月24日  | 老底嘉、特洛依古城遺址                                                                        |

### 第二輯
主持：林以諾、羅慧娟、黃智賢、廖雯珊
| 集數 | 播映日期 | 介紹地點                             |
| 01   | 4月17日  | 腓立比                               |
| 02   | 4月24日  | 帖撒羅尼迦                           |
| 03   | 5月1日   | 梅特歐拉 (Meteora)                   |
| 04   | 5月8日   | 雅典、巴特農神殿                     |
| 05   | 5月15日  | 哥林多、大奥林匹克競技場、哥林多運河 |

### 第三輯
主持：林以諾、李詩韻、何基佑、廖雯珊、羅志強牧師
| 集數 | 播映日期 | 介紹地點                             |
| 01   | 12月11日 | 馬爾他                               |
| 02   | 12月18日 | 意大利羅馬、羅馬鬥獸場、古羅馬農神廟 |
| 03   | 12月25日 | 羅馬、亞皮亞古道                     |
| 04   | 1月1日   | 意大利威尼斯、聖馬可廣場             |
| 05   | 1月8日   | 意大利佛羅倫斯、聖母百花大教堂       |
| 06   | 1月15日  | 西班牙巴塞羅那、四隻貓餐廳           |

### 第四輯
主持：林以諾、關心妍、黃智賢、裕美
| 集數 | 播映日期 | 介紹地點                                                                                   |
| 01   | 4月9日   | 拿撒勒、報喜堂 (Church of the Annunciation)、伯利恒、聖誕教堂                              |
| 02   | 4月16日  | 約但河、Yardenit、約但風景區、耶利哥、試探山 (Mount of Temptation)、客西馬尼園、萬國禱告堂 |
| 03   | 4月23日  | 猶太人殉難紀念館、8200小組 (Unit 8200, 精銳部隊)、馬撒大                                   |
| 04   | 4月30日  | Hiriya (前垃圾山)、魏茨曼科學研究所、加利利                                                |
| 05   | 5月7日   | 耶路撒冷模型、死海古卷博物館 (Shrine of the Book)、畢士大池、錫安門、金門、聖殿山、哭牆    |
| 06   | 5月14日  | 主哭耶京堂、聖殿山、苦路、定罪堂、鞭打堂、聖墓堂、髑髅地、花園塚、大馬士革門               |

### 第五輯
主持：林以諾、李詩韻、何基佑、苟芸慧、徐少驊

### 第六輯
主持：林以諾、何基佑、何傲兒、裕美

### 第七輯
主持：林以諾、黃智賢、李璧琦、何傲兒

### 第八輯
主持：林以諾、利嘉兒、裕美

## 資料來源
1. ↑  《以諾遊蹤》驚喜處處： 邊走、邊看 愛琴海邊嚐甜品 （页面存档备份，存于） upwill.org
2. ↑  《以諾遊蹤》無綫J2台播：超神蹟 林以諾牧師：上帝意念高於人意念 （页面存档备份，存于） upwill.org
3. ↑  《以諾遊蹤III》在翡冷翠漫步 Archive.today的存檔，存档日期2013-05-03 upwill.org
4. ↑  《以諾遊蹤：保羅勇闖高峰》節目簡介 (於無綫翡翠台播放) （页面存档备份，存于） upwill.org
5. ↑  由農村到城市到全球化 《中國基督徒三十年》展示中國基督教演變 （页面存档备份，存于） upwill.org
6. ↑  《以諾遊蹤IV之穌哥行傳》4月9日播放 （页面存档备份，存于） 基督日報 (香港)
7. ↑  《以諾遊蹤V：德國改革與轉化之旅》預告片(將於無綫高清翡翠台播放) Archive.today的存檔，存档日期2012-07-15 upwill.org
8. ↑  .   [2012-04-03]. （原始内容存档于2012-04-04）.
9. ↑  「以諾遊蹤」之「日本 - 沃土再生」 ChannelJ

## 外部連結
- TVB官方網頁 - 以諾遊踪 - 土耳其七教會之旅（页面存档备份，存于）
- TVB官方網頁 - 以諾遊踪 - 希臘保羅疾風之旅（页面存档备份，存于）
- TVB官方網頁 - 以諾遊蹤 - 保羅勇闖高峰之旅（页面存档备份，存于）
- TVB官方網頁 - 以諾遊蹤 - 以色列 穌哥行傳（页面存档备份，存于）
- TVB官方網頁 - 以諾遊蹤 - 德國‧改革與轉化之旅（页面存档备份，存于）
- TVB官方網頁 - 以諾遊蹤 - 南洋‧赤道朝陽（页面存档备份，存于）
- TVB官方網頁 - 以諾遊蹤 - 日本‧沃土再生（页面存档备份，存于）
- TVB官方網頁 - 以諾遊蹤 - 關西·歲月的洗禮（页面存档备份，存于）